# Châtillon-en-Michaille
Châtillon-en-Michaille és un antic municipi francès, situat al departament de l'Ain i a la regió d'Alvèrnia-Roine-Alps. L'1 de gener de 2019 esdevé un municipi delegat, al si del municipi nou Valserhône. L'any 2007 tenia 2.993 habitants.

## Demografia

### Població
El 2007 la població de fet de Châtillon-en-Michaille era de 2.993 persones. Hi havia 1.078 famílies de les quals 204 eren unipersonals (110 homes vivint sols i 94 dones vivint soles), 354 parelles sense fills, 467 parelles amb fills i 53 famílies monoparentals amb fills.
La població ha evolucionat segons el següent gràfic:
Habitants censats

### Habitatges
El 2007 hi havia 1.268 habitatges, 1.105 eren l'habitatge principal de la família, 98 eren segones residències i 65 estaven desocupats. 998 eren cases i 260 eren apartaments. Dels 1.105 habitatges principals, 758 estaven ocupats pels seus propietaris, 327 estaven llogats i ocupats pels llogaters i 19 estaven cedits a títol gratuït; 14 tenien una cambra, 52 en tenien dues, 130 en tenien tres, 300 en tenien quatre i 609 en tenien cinc o més. 918 habitatges disposaven pel capbaix d'una plaça de pàrquing. A 432 habitatges hi havia un automòbil i a 612 n'hi havia dos o més.

### Piràmide de població
La piràmide de població per edats i sexe el 2009 era:
| Homes | Edats   | Dones |
| ----- | ------- | ----- |
| 0     | 95 o +  | 0     |
| 0     | 90 a 94 | 4     |
| 8     | 85 a 89 | 8     |
| 24    | 80 a 84 | 12    |
| 24    | 75 a 79 | 28    |
| 60    | 70 a 74 | 64    |
| 32    | 65 a 69 | 44    |
| 68    | 60 a 64 | 56    |
| 92    | 55 a 59 | 80    |
| 84    | 50 a 54 | 92    |
| 88    | 45 a 49 | 84    |
| 92    | 40 a 44 | 72    |
| 116   | 35 a 39 | 124   |
| 128   | 30 a 34 | 116   |
| 92    | 25 a 29 | 96    |
| 60    | 20 a 24 | 48    |
| 68    | 15 a 19 | 88    |
| 76    | 10 a 14 | 108   |
| 112   | 5 a 9   | 108   |
| 100   | 0 a 4   | 92    |

## Economia
El 2007 la població en edat de treballar era de 1.985 persones, 1.512 eren actives i 473 eren inactives. De les 1.512 persones actives 1.406 estaven ocupades (778 homes i 628 dones) i 107 estaven aturades (36 homes i 71 dones). De les 473 persones inactives 152 estaven jubilades, 163 estaven estudiant i 158 estaven classificades com a «altres inactius».

### Ingressos
El 2009 a Châtillon-en-Michaille hi havia 1.139 unitats fiscals que integraven 3.043,5 persones, la mediana anual d'ingressos fiscals per persona era de 21.120 €.

### Activitats econòmiques
Dels 141 establiments que hi havia el 2007, 2 eren d'empreses extractives, 2 d'empreses alimentàries, 1 d'una empresa de fabricació de material elèctric, 8 d'empreses de fabricació d'altres productes industrials, 28 d'empreses de construcció, 40 d'empreses de comerç i reparació d'automòbils, 5 d'empreses de transport, 9 d'empreses d'hostatgeria i restauració, 1 d'una empresa d'informació i comunicació, 4 d'empreses financeres, 6 d'empreses immobiliàries, 16 d'empreses de serveis, 11 d'entitats de l'administració pública i 8 d'empreses classificades com a «altres activitats de serveis».
Dels 46 establiments de servei als particulars que hi havia el 2009, 1 era una gendarmeria, 1 oficina de correu, 6 tallers de reparació d'automòbils i de material agrícola, 1 taller d'inspecció tècnica de vehicles, 1 autoescola, 3 paletes, 7 guixaires pintors, 7 fusteries, 4 lampisteries, 1 electricista, 1 empresa de construcció, 2 perruqueries, 7 restaurants, 3 agències immobiliàries i 1 saló de bellesa.
Dels 20 establiments comercials que hi havia el 2009, 2 eren supermercats, 2 grans superfícies de material de bricolatge, 3 botiges de menys de 120 m², 2 fleques, 2 botigues de roba, 2 botigues d'equipament de la llar, 2 sabateries, 3 botigues de mobles, 1 una botiga de mobles i 1 una joieria.
L'any 2000 a Châtillon-en-Michaille hi havia 18 explotacions agrícoles que ocupaven un total de 702 hectàrees.

## Equipaments sanitaris i escolars
L'únic equipament sanitari que hi havia el 2009 era una farmàcia.
El 2009 hi havia 2 escoles elementals.

## Poblacions més properes
El següent diagrama mostra les poblacions més properes.